# O. Nagy Gábor
O. Nagy Gábor, teljes családnevén Otrokocsi Nagy Gábor (Debrecen, 1915. június 6. – Budapest, 1973. május 4.) magyar nyelvész, tanár, a nyelvtudományok kandidátusa (1966). Főleg frazeológiai kutatásai, szólásmagyarázatai, szótörténeti tárgyú cikkei, valamint a szótárírás és a jelentéstan elméleti kérdéseit taglaló tanulmányai jelentősek.

## Életpályája
A debreceni egyetem magyar–német szakán 1937-ben doktorált, középiskolai tanári oklevelet szerzett (1938). 1939-ben kinevezték a debreceni egyetem magyar irodalomtörténeti intézetébe fizetés nélküli tanársegédnek. 1940 tavaszától másfél éven át Hódmezővásárhelyen, majd a Debreceni Református Kollégium Gimnáziumában tanított. 1952. áprilisától haláláig az MTA Nyelvtudományi Intézetének munkatársaként, illetve osztályvezetőjeként dolgozott. 1968-ban három hónapig vendégelőadó volt a göttingai egyetemen. 
Autóbaleset áldozata lett. 

## Főbb művei
- A magyar irodalmi gótika problematikájához (Debrecen, 1939)
- Hozzászólás Országh László A magyar szókészlet szótári feldolgozásának kérdései c. előadásához (MTA I. Oszt. Közl., 1954)
- A jövevényszólások kérdéséhez (Magy. Nyelvőr, 1955)
- A szinonimák világa (in: Magyar nyelvhelyesség, szerk. Deme László és Köves Béla, Bp., 1957)
- Mi fán terem? (Bp., 1957)
- Egy új magyar szólás- és közmondásgyűjteményről (Magy. Nyelvőr, 1964)
- Részletek egy szólásmagyarázó szótárból (Magy. Nyelvőr, 1965)
- Magyar szólások és közmondások (Bp., 1966)
- A lexikográfia viszonya a lexikológiához (Magy. Nyelv, 1969)
- A magyar nyelv értelmező szótára (I–VII., Bp., 1959–1962, egyik szerkesztője)
- Magyar szinonimaszótár (Bp., 1978; posztumusz mű, Ruzsiczky Éva fejezte be)